# Neoaploactis tridorsalis
Neoaploactis tridorsalis är en fiskart som beskrevs av William N. Eschmeyer och Allen, 1978. Neoaploactis tridorsalis ingår i släktet Neoaploactis och familjen Aploactinidae. Inga underarter finns listade i Catalogue of Life.